# Kuryella melanoacantha
Kuryella melanoacantha is een hooiwagen uit de familie Gonyleptidae.